# Rákóczi 3. sz. barlang
A Rákóczi 3. sz. barlang Magyarország fokozottan védett barlangjai közül az egyik. Az Aggteleki Nemzeti Park területén található. A barlang az Aggteleki-karszt és a Szlovák-karszt többi barlangjával együtt 1995 óta a világörökség része.

## Leírás
Az Esztramos-hegyben, a 190 méter tengerszint feletti magasságban lévő, már nem művelt, 7. (legalsó) szinti Rákóczi-táróból nyílik. A Rákóczi 1. sz. barlangtól 33,5 méterre, a vágat jobb oldalán található a bejárata. A bejárata 1,9 méter magas és 0,7 méter széles. Középső triász steinalmi mészkőben alakult ki. Valószínűleg a meleg vizek alakították ki karsztvízszint alatti oldással (freatikusan). Egy hasadékból áll, amelyből rövid járatok és rövid hasadékok ágaznak el. Többszintes, leginkább függőleges kiterjedésű, karsztvízszint alá nyúló barlang. A legmélyebb részén négy átlátszó, élénkzöld barlangi tó van, amelyek a karsztvízszintet jelzik és közülük az egyik 2×1,3 méter vízfelszínű. A Bódva vízállásával és a talajvízzel is összefügg a tavak vízfelületének a magassága.
A felső járatokban lefelé haladva egyre több képződmény figyelhető meg. Mélypontjának közelében kevesebb az ásványkiválás és egyre több az oldásos forma, például gömbfülke. Található benne borsókővel gazdagon díszített fülke és egyéb oldott formák, boxwork szerkezet, valamint változatos színű és formájú cseppkőbekérgezések, heliktitek, aragonitbokrok, szegfűkalcitok, kalcitlemezek, rostos-tűs gipszkristályok, limonit kiválások, különböző típusú borsókövek (kalcittűs borsókő, visszaoldott borsókő, korall borsókő is) és karfiol alakú képződmények képződtek benne.
Fekete és kemény anyag alakult ki sok helyen a különböző kiválások alatt, de ezek anyaga nem ismert (lehet, hogy mangán, vagy vas). Sok képződménye a robbantási törmelék és a közlekedés miatt károsodott. A cseppkövesedés a jelenlegi karsztvízszint alatt, a vízfelszíntől 4–5 méter mélységig megfigyelhető. Élővilágát a kis patkósdenevérek alkotják. A megtekintéséhez az Aggteleki Nemzeti Park Igazgatóság engedélye és kötéltechnika alkalmazása szükséges, valamint csak kutatási célból és csak elektromos világítóeszközzel látogatható.
A Tornaszentandráson található fokozottan védett öt barlang egyike, a másik négy az Esztramosi Felső-táró 2. sz. ürege, a Rákóczi 1. sz. barlang, a Rákóczi 2. sz. barlang és a Rákóczi-oldaltáró barlangja. Az Esztramos-hegy fokozottan védett hat barlangja közül az egyik, a másik öt az Esztramosi Felső-táró 2. sz. ürege, az Esztramosi Földvári Aladár-barlang, a Rákóczi 1. sz. barlang, a Rákóczi 2. sz. barlang és a Rákóczi-oldaltáró barlangja.
A barlang II. Rákóczi Ferenc neve miatt kapta a nevét. Előfordul a barlang az irodalmában 2. Omlás-barlangja (Nyerges 1998), II. Omlás-barlangja (Nyerges 1998), II. Omlás-bgja (Lénárt 1990), II. omlás ürege (Sásdi 1999), Esztramos Rákóczi bgtáró 192 m-nél lévő 3. sz üreg (Kiss, Kovács 2014), Rákóczi-táró 4. sz. barlangja (Sásdi 1999), Rákóczi táró 192. m-nél lévő barlang (Nyerges 1998) és Rákóczi táró 192 m-nél lévő ürege (Nyerges 1998) neveken is.

## Kutatástörténet
A kőbányászat következtében, robbantással tárult fel. A megnyílt járatok lefelé tartó részeit betömték a bányavágat hajtásakor keletkezett törmelékkel és csak egy rövid, tömedékes, a táró oldalából nyíló hasadékot egy öt méter magas kürtővel és felső járattal hagytak meg a bányászok. 1983-ban Kárpát József (a Környezetvédelmi Intézet Barlangtani Osztályának munkatársa) készítette el a Rákóczi-táró 192. méterénél található, barlangméretű üregek alaprajz térképét és keresztmetszet térképét. Az 1986-ban megjelent, Majoros Zsuzsanna által írt tanulmányban lett először publikálva a Rákóczi 3. sz. barlang leírása és a barlang földrajzi elhelyezkedését bemutató térkép. Az ismertetés szerint a II. omlás barlangjainak egyike a kb. 40 m hosszú Rákóczi 3. sz. barlang, melynek eleje omladékos, járatai pedig borsókövesek és szűkek. A barlangot függőleges repedés menti üregképződés hozta létre és kutatása folyamatban van.
Az 1990-ben készült, Lénárt László által írt kéziratban 20 m hosszúnak, 6 m mélynek és 9×3 m vízszintes kiterjedésűnek van említve a barlang. A Rákóczi 3. sz. barlang az Aggteleki-karszt és a Szlovák-karszt többi barlangjával együtt 1995 óta a világörökség része. 1998. május 2-án az Ariadne Karszt- és Barlangkutató Egyesület három tagja (Kovács Ádám, Kovács Richárd és Surányi Gergő) a hasadékvégi omladékon átkúszva új járatokat fedeztek fel a barlangban. Ekkor a karsztvíz szintjéig megismerték a barlangot.
A Nyerges Attila által 1998-ban írt, A II. Omlás-barlangjának felmérése című kézirat alapján a barlang hossza 100 m, vízszintes kiterjedése pedig 15 m. A barlang 1998-ban kitöltött barlang nyilvántartólapján az olvasható, hogy a Rákóczi 3. sz. barlang Bódvarákón található és karsztvízszint alatti oldódás hatására keletkezett. A felmért függőleges kiterjedése 30 m, 24 m mély és 6 m magas, amelyhez még a becsléssel megállapított, kb. 5 m függőleges kiterjedés hozzáadódott. 1998 decemberében és 2002 februárjában készítették el a barlang alaprajz térképeit és hosszmetszet térképét Kovács Richárd, Nyerges Attila, Szabó László és Szabó Zoltán. A felmérés szerint a barlang hossza 150 m, mélysége 27 m és magassága 7 m. 1999-ben az Ariadne Karszt- és Barlangkutató Egyesület tagjai megállapították, hogy a Rákóczi-táróba beáramló hideg levegő egy kis része a Rákóczi 3. sz. barlangban tűnik el.
A 2005-ben kiadott, Magyar hegyisport és turista enciklopédia című könyvben az Esztramosról szóló szócikkben szó van arról, hogy az Esztramosban számos (leginkább a bányászat következményeként feltárult) kisebb-nagyobb üreg található, amelyek közül négyet fokozott védelem alá helyeztek. A barlangok keletkezése főleg a karsztvízszint alatti (freatikus), a törések mentén a mélyből feláramló langyos és fentről beszivárgó hideg vizek oldó hatásának következménye. Jelentős mennyiségű és változatos formájú ásványkiválások alakultak ki a hegy kiemelkedésének és a Bódva bevágódásának hatására szárazzá vált üregekben. A barlangokat az Aggteleki-karszt és a Szlovák-karszt többi barlangjával együtt 1995-ben nyilvánították a világörökség részévé.
2005. szeptember 1-től a környezetvédelmi és vízügyi miniszter 22/2005. (VIII. 31.) KvVM rendelete szerint az Aggteleki Nemzeti Park Igazgatóság működési területén található Rákóczi 3. sz. barlang a felügyelőség engedélyével látogatható. 2005. szeptember 1-től a környezetvédelmi és vízügyi miniszter 23/2005. (VIII. 31.) KvVM rendelete szerint az Aggteleki-karsztvidéken lévő Rákóczi 3. sz. barlang fokozottan védett barlang. A 2006. évi MKBT Tájékoztatóban közölve lett, hogy az Aggteleki-karsztvidéken elhelyezkedő Rákóczi 3. sz. barlang fokozottan védett barlang lett. 2007. március 8-tól a környezetvédelmi és vízügyi miniszter 3/2007. (I. 22.) KvVM rendelete szerint az Aggteleki Nemzeti Park Igazgatóság működési területén lévő Rákóczi 3. sz. barlang az igazgatóság engedélyével tekinthető meg.
Az Amphora Búvár Klub a Papp Ferenc Barlangkutató Csoport segítségével 2009. december 11-én járt a barlangban és vizsgálta a barlangi tavakban a búvárfelszereléssel merülés lehetőségét. Megállapították, hogy a merülés biztonságosan nem megoldható. 2013. július 19-től a vidékfejlesztési miniszter 58/2013. (VII. 11.) VM rendelete szerint a Rákóczi 3. sz. barlang (Aggteleki Nemzeti Park Igazgatóság működési területe) az igazgatóság hozzájárulásával látogatható. A 2014-ben írt, Kiss Klaudia és Kovács Richárd által készített kéziratban 13 méter a vízszintes kiterjedése. 2015. november 3-tól a földművelésügyi miniszter 66/2015. (X. 26.) FM rendelete szerint a Rákóczi 3. sz. barlang (Aggteleki-karsztvidék) fokozottan védett barlang. 2021. május 10-től az agrárminiszter 17/2021. (IV. 9.) AM rendelete szerint a Rákóczi 3. sz. barlang (Aggteleki Nemzeti Park Igazgatóság működési területe) az igazgatóság engedélyével látogatható. A 13/1998. (V. 6.) KTM rendelet egyidejűleg hatályát veszti.